# Енпі-луххан
Енпі-луххан (*XXI ст. до н. е.) — цар області Сімашки (Шимашкі) в північному Еламі. В шумерських джерелах відомий як Енбілуа. також відомий як Ларак-Лухнан.

## Життєпис
Походив з династії Сімашки (Шимашкі). Був якимось родичем Гірнамме II, царя Еламу Отримав владу над власною областю близько 2030 року до н. е. 2024 або 2022 року до н. е. здійснив напада на Сузіану, відвоювавши міста Сузи, Аван, Адамдун, звільнивши тим самим Західний Елам від влади Третьої династії Ура. У відповідь 2022 або 2015 року до н. е. Іббі-Сін, цар Ура, Аккада і Шумера, виступив проти Енпі-луххана, якому завдав поразки, захопив в полон, відновивши владу в Еламі. Енпі-луххана було страчено в Урі. Йому володіння отримав Хутрантемпті, поваливши Тан-Рухуратера I.